# Szpak srokaty
Szpak srokaty (Gracupica contra) – gatunek średniej wielkości ptaka z rodziny szpakowatych (Sturnidae). Występuje w Azji Południowej i Południowo-Wschodniej. Nie jest zagrożony wyginięciem, jednak jeden z 5 podgatunków (uznawany czasem za odrębny gatunek) ma status krytycznie zagrożonego.

## Taksonomia
Po raz pierwszy gatunek opisał Karol Linneusz w 1758. Holotyp pochodził z Indii. Miejsce typowe zostało przez współczesnych autorów zawężone do Chandernagore albo Kolkaty (miasta te dzieli kilkadziesiąt kilometrów). Autor nadał nowemu gatunkowi nazwę Sturnus contra.
Obecnie (2021) Międzynarodowy Komitet Ornitologiczny (IOC) umieszcza szpaka srokatego w rodzaju Gracupica. Dawniej szpak srokaty wraz z czarnoszyim (G. nigricollis) były umieszczane w rodzaju Sturnus. Wyniki badań filogenetycznych nie wspierają takiej klasyfikacji i między innymi na ich podstawie zostały wydzielone do Gracupica. 
IOC wyróżnia 5 podgatunków, podobnie jak autorzy Handbook of the Birds of the World (HBW) i Clements Checklist of Birds of the World (2019). Na liście ptaków świata opracowywanej we współpracy BirdLife International z autorami HBW (5. wersja online: grudzień 2020) wymienione są 4 podgatunki, a 5. – szpak nagolicy, G. (c.) jalla (Horsfield, 1821) – uznawany jest za osobny gatunek. Poszczególne podgatunki:
- szpak srokaty[3], G. c. contra (Linnaeus, 1758)
- G. c. sordida (Ripley, 1950)
- G. c. superciliaris (Blyth, 1863)
- szpak białouchy[3], G. c. floweri (Sharpe, 1897) – opisany po raz pierwszy jako Sturnopastor roseus; holotyp pozyskał Stanley S. Flower, dyrektor ówczesnego Muzeum Narodowego w Bangkoku[11]
- szpak nagolicy[3], G. c. jalla (Horsfield, 1821) – opisany pod nazwą Pastor Jalla, holotyp pochodził z Jawy; epitet gatunkowy nawiązuje do lokalnej nazwy Jallak/Jalak, która określa różne gatunki szpaków[12]

Szpaki nagolice były długo (od początku XIX wieku) uznawane za najbardziej wyróżniające się w populacji szpaków srokatych. W 2021 ukazały się rezultaty badań filogenetycznych, które potwierdzają tę odmienność, podobnie jak w przypadku szpaków białouchych, sugerują natomiast brak podstaw do wydzielania G. c. sordida. Wcześniej nie ustalono dokładnie granic obszaru występowania tego podgatunku, a miejscami zmiany w kolorystyce upierzenia wydawały się mieć charakter klinalny.

### Filogeneza
Rodzaj Gracupica obejmuje dwa gatunki lub trzy, o ile uznać szpaka nagolicego (G. (c.) jalla) za osobny gatunek. Szpak czarnoszyi występuje na Półwyspie Indochińskim. Jest gatunkiem siostrzanym wobec szpaka srokatego, a razem stanowią grupę siostrzaną wobec rodzaju Agropsar, również złożonego z dwóch gatunków siostrzanych. 
Według danych Jetz et al. (2012) linia rozwojowa kladu Gracupica+Agropsar wyodrębniła się około 7,0 mln lat temu. Następnie rozeszła się 5,5 mln lat temu, a linie G. contra i G. nigricollis rozdzieliły się 3,85 mln lat temu. Według wyników badań Zuccon et al. (2008) miało to miejsce kolejno 6,3 mln, 5,9 mln i 4,3 mln lat temu. Wśród szpaków i majn krainy palearktycznej oraz orientalnej większość taksonów pojawiła się w ciągu ostatnich 6 mln lat. W okresie między 8 a 6 mln lat temu nastąpiły globalne zmiany w klimacie i składzie roślinności, w której zamiast roślin C3 zaczęły dominować rośliny C4. Otwarte formacje roślinne zaczęły pokrywać większe powierzchnie. Procesy te intensywniej zachodziły w strefie tropikalnej i subtropikalnej, a przyczyny tych zmian nie zostały w pełni poznane. Doprowadziły też do zmian w faunie tych regionów. Radiacja ewolucyjna szpaków z podanych regionów zachodziła pod koniec przemian klimatycznych, a wszystkie główne linie rozwojowe wydzieliły się w dość krótkim okresie pod koniec miocenu, między 6,3 a 5,1 mln lat temu.
Poniższy kladogram przedstawia pozycje części gatunków szpaków i majn według Zuccon et al. (2008):
|  | Sturnus vulgaris |
|  |                  |
|  | Sturnus unicolor |
|  |                  |

|  | Pastor roseus       |
|  |                     |
|  | Creatophora cinerea |
|  |                     |

|  | Gracupica contra      |
|  |                       |
|  | Gracupica nigricollis |
|  |                       |

|  | Agropsar sturninus    |
|  |                       |
|  | Agropsar philippensis |
|  |                       |

|  | Gracupica contra      |
|  |                       |
|  | Gracupica nigricollis |
|  |                       |

|  | Agropsar sturninus    |
|  |                       |
|  | Agropsar philippensis |
|  |                       |

|  | Pastor roseus       |
|  |                     |
|  | Creatophora cinerea |
|  |                     |

|  | Gracupica contra      |
|  |                       |
|  | Gracupica nigricollis |
|  |                       |

|  | Agropsar sturninus    |
|  |                       |
|  | Agropsar philippensis |
|  |                       |

|  | Gracupica contra      |
|  |                       |
|  | Gracupica nigricollis |
|  |                       |

|  | Agropsar sturninus    |
|  |                       |
|  | Agropsar philippensis |
|  |                       |

|  | Pastor roseus       |
|  |                     |
|  | Creatophora cinerea |
|  |                     |

|  | Gracupica contra      |
|  |                       |
|  | Gracupica nigricollis |
|  |                       |

|  | Agropsar sturninus    |
|  |                       |
|  | Agropsar philippensis |
|  |                       |

|  | Gracupica contra      |
|  |                       |
|  | Gracupica nigricollis |
|  |                       |

|  | Agropsar sturninus    |
|  |                       |
|  | Agropsar philippensis |
|  |                       |

|  | Pastor roseus       |
|  |                     |
|  | Creatophora cinerea |
|  |                     |

|  | Gracupica contra      |
|  |                       |
|  | Gracupica nigricollis |
|  |                       |

|  | Agropsar sturninus    |
|  |                       |
|  | Agropsar philippensis |
|  |                       |

|  | Gracupica contra      |
|  |                       |
|  | Gracupica nigricollis |
|  |                       |

|  | Agropsar sturninus    |
|  |                       |
|  | Agropsar philippensis |
|  |                       |

|  | Sturnus vulgaris |
|  |                  |
|  | Sturnus unicolor |
|  |                  |

|  | Pastor roseus       |
|  |                     |
|  | Creatophora cinerea |
|  |                     |

|  | Gracupica contra      |
|  |                       |
|  | Gracupica nigricollis |
|  |                       |

|  | Agropsar sturninus    |
|  |                       |
|  | Agropsar philippensis |
|  |                       |

|  | Gracupica contra      |
|  |                       |
|  | Gracupica nigricollis |
|  |                       |

|  | Agropsar sturninus    |
|  |                       |
|  | Agropsar philippensis |
|  |                       |

|  | Pastor roseus       |
|  |                     |
|  | Creatophora cinerea |
|  |                     |

|  | Gracupica contra      |
|  |                       |
|  | Gracupica nigricollis |
|  |                       |

|  | Agropsar sturninus    |
|  |                       |
|  | Agropsar philippensis |
|  |                       |

|  | Gracupica contra      |
|  |                       |
|  | Gracupica nigricollis |
|  |                       |

|  | Agropsar sturninus    |
|  |                       |
|  | Agropsar philippensis |
|  |                       |

|  | Pastor roseus       |
|  |                     |
|  | Creatophora cinerea |
|  |                     |

|  | Gracupica contra      |
|  |                       |
|  | Gracupica nigricollis |
|  |                       |

|  | Agropsar sturninus    |
|  |                       |
|  | Agropsar philippensis |
|  |                       |

|  | Gracupica contra      |
|  |                       |
|  | Gracupica nigricollis |
|  |                       |

|  | Agropsar sturninus    |
|  |                       |
|  | Agropsar philippensis |
|  |                       |

|  | Pastor roseus       |
|  |                     |
|  | Creatophora cinerea |
|  |                     |

|  | Gracupica contra      |
|  |                       |
|  | Gracupica nigricollis |
|  |                       |

|  | Agropsar sturninus    |
|  |                       |
|  | Agropsar philippensis |
|  |                       |

|  | Gracupica contra      |
|  |                       |
|  | Gracupica nigricollis |
|  |                       |

|  | Agropsar sturninus    |
|  |                       |
|  | Agropsar philippensis |
|  |                       |

Dane Jetz et al. (2012) wskazują podobne relacje gatunków Agropsar i Gracupica względem siebie, a inaczej pozycje tych rodzajów w obrębie części rodziny Sturnidae:
|  | Sturnus vulgaris |
|  |                  |
|  | Sturnus unicolor |
|  |                  |

|  | Gracupica nigricollis |
|  |                       |
|  | Gracupica contra      |
|  |                       |

|  | Agropsar sturninus    |
|  |                       |
|  | Agropsar philippensis |
|  |                       |

|  | Gracupica nigricollis |
|  |                       |
|  | Gracupica contra      |
|  |                       |

|  | Agropsar sturninus    |
|  |                       |
|  | Agropsar philippensis |
|  |                       |

|  | Gracupica nigricollis |
|  |                       |
|  | Gracupica contra      |
|  |                       |

|  | Agropsar sturninus    |
|  |                       |
|  | Agropsar philippensis |
|  |                       |

|  | Gracupica nigricollis |
|  |                       |
|  | Gracupica contra      |
|  |                       |

|  | Agropsar sturninus    |
|  |                       |
|  | Agropsar philippensis |
|  |                       |

|  | Pastor roseus       |
|  |                     |
|  | Creatophora cinerea |
|  |                     |

|  | Gracupica nigricollis |
|  |                       |
|  | Gracupica contra      |
|  |                       |

|  | Agropsar sturninus    |
|  |                       |
|  | Agropsar philippensis |
|  |                       |

|  | Gracupica nigricollis |
|  |                       |
|  | Gracupica contra      |
|  |                       |

|  | Agropsar sturninus    |
|  |                       |
|  | Agropsar philippensis |
|  |                       |

|  | Gracupica nigricollis |
|  |                       |
|  | Gracupica contra      |
|  |                       |

|  | Agropsar sturninus    |
|  |                       |
|  | Agropsar philippensis |
|  |                       |

|  | Gracupica nigricollis |
|  |                       |
|  | Gracupica contra      |
|  |                       |

|  | Agropsar sturninus    |
|  |                       |
|  | Agropsar philippensis |
|  |                       |

|  | Pastor roseus       |
|  |                     |
|  | Creatophora cinerea |
|  |                     |

|  | Sturnus vulgaris |
|  |                  |
|  | Sturnus unicolor |
|  |                  |

|  | Gracupica nigricollis |
|  |                       |
|  | Gracupica contra      |
|  |                       |

|  | Agropsar sturninus    |
|  |                       |
|  | Agropsar philippensis |
|  |                       |

|  | Gracupica nigricollis |
|  |                       |
|  | Gracupica contra      |
|  |                       |

|  | Agropsar sturninus    |
|  |                       |
|  | Agropsar philippensis |
|  |                       |

|  | Gracupica nigricollis |
|  |                       |
|  | Gracupica contra      |
|  |                       |

|  | Agropsar sturninus    |
|  |                       |
|  | Agropsar philippensis |
|  |                       |

|  | Gracupica nigricollis |
|  |                       |
|  | Gracupica contra      |
|  |                       |

|  | Agropsar sturninus    |
|  |                       |
|  | Agropsar philippensis |
|  |                       |

|  | Pastor roseus       |
|  |                     |
|  | Creatophora cinerea |
|  |                     |

|  | Gracupica nigricollis |
|  |                       |
|  | Gracupica contra      |
|  |                       |

|  | Agropsar sturninus    |
|  |                       |
|  | Agropsar philippensis |
|  |                       |

|  | Gracupica nigricollis |
|  |                       |
|  | Gracupica contra      |
|  |                       |

|  | Agropsar sturninus    |
|  |                       |
|  | Agropsar philippensis |
|  |                       |

|  | Gracupica nigricollis |
|  |                       |
|  | Gracupica contra      |
|  |                       |

|  | Agropsar sturninus    |
|  |                       |
|  | Agropsar philippensis |
|  |                       |

|  | Gracupica nigricollis |
|  |                       |
|  | Gracupica contra      |
|  |                       |

|  | Agropsar sturninus    |
|  |                       |
|  | Agropsar philippensis |
|  |                       |

|  | Pastor roseus       |
|  |                     |
|  | Creatophora cinerea |
|  |                     |

Bavejo et al. (2021) analizowali wzajemne relacje poszczególnych podgatunków względem siebie. Niejasna systematyka powodowała problemy z ochroną krytycznie zagrożonej i wymarłej na wolności populacji szpaka nagolicego. Według ich wyników szpak srokaty jest tak naprawdę kompleksem gatunków, do którego należą trzy: szpak srokaty z podgatunkami G. c. contra (ze zsynonimizowanym G. c. sordida) i G. c. superciliaris, szpak białouchy (G. (c.) floweri) oraz szpak nagolicy (G. (c.) jalla).

## Morfologia
Długość ciała wynosi około 22 cm, masa ciała – 76–90 g. Szpaki srokate są średniej wielkości. W upierzeniu nie występuje dymorfizm płciowy. Wymiary szczegółowe podane w milimetrach przedstawia poniższa tabela. 
|                     |                | Długość skrzydła | Długość skrzydła | Dł. ogona | Dł. ogona | Dł. dzioba | Dł. dzioba | Dł. skoku | Dł. skoku | Źródła |
| n                   |                | n                |                  | n         |           | n          |            |           |           | Źródła |
| ------------------- | -------------- | ---------------- | ---------------- | --------- | --------- | ---------- | ---------- | --------- | --------- | ------ |
| G. c. contra        | samce          | 18               | 112–125          | 18        | 62–72     | 48         | 29,0–35,5  | 50        | 29,7–35,3 | [ 18 ] |
| G. c. contra        | samice         | 14               | 111–122          | 14        | 62–73     | 48         | 29,0–35,5  | 50        | 29,7–35,3 | [ 18 ] |
| G. c. sordida       | samce          | 2                | 118, 124         |           |           | 2          | 33, 35     |           |           | [ 6 ]  |
| G. c. sordida       | samice         | 1                | 120              | 1         | 71        | 1          | 32         |           |           | [ 19 ] |
| G. c. superciliaris | samce i samice | 11               | 114–118          | 11        | 62–70     | 11         | 32–35      |           |           | [ 6 ]  |

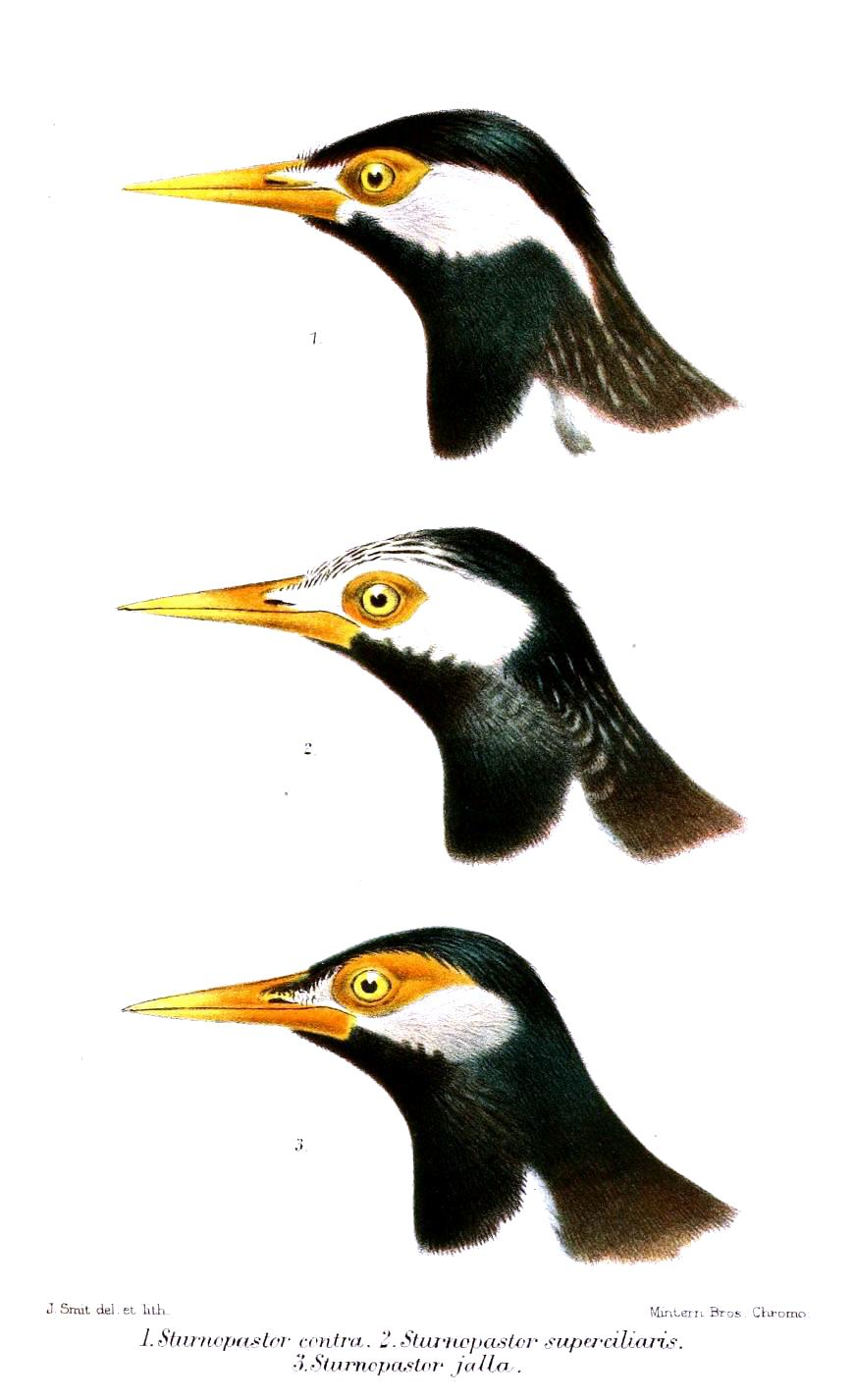
Różnice w rysunku głowy; kolejno od góry: G. c. contra, G. c. superciliaris i G. c. jalla

Dalszy opis dotyczy przedstawicieli podgatunku nominatywnego, o ile nie zaznaczono inaczej. Czoło i policzki białe. Pozostała część głowy, a także szyja i upierzenie aż do górnej części piersi są czarne. W tylnej części ciemienia, na karku i gardle widoczny jest nieznaczny połysk. Część piór szyi i potylicy ma białe stosiny oraz szarawe chorągiewki, które tworzą słabo zaznaczone pasy. Płaszcz i barkówki czarniawe z nalotem w kolorze sepii. Wzdłuż krawędzi barkówek biegnie biała linia. Pozostała część skrzydła biała. Zewnętrzne pokrywy skrzydłowe mniejsze oraz wewnętrzne średnie są białe, tworząc biały pasek skrzydłowy. Grzbiet czarniawy, kuper biały. Ogon czarny. Niższa część piersi, brzuch i pokrywy podogonowe białawe. Tęczówka pomarańczowobrązowa. Naga skóra wokół oka pomarańczowa. Dziób czerwony z jasną końcówką, żółtą lub o barwie rogowej. Nogi żółtobrązowe.
Osobniki młodociane mają bardziej brązowe i pozbawione połysku upierzenie. Plama na policzku jest brudnobiała.
Przedstawiciele podgatunku G. c. sordida mają bardziej szary spód ciała, po bokach szyi jest mniej pasków, nie występują w ogóle na karku. U G. c. superciliaris czołowo i ciemię pokrywają białe paski, a niższa część piersi i brzuch są szare. Szpaki białouche wyróżniają się jasnopłowymi piórami czoła i ciemieniu. Ich grzbiet, gardło i górna część piersi wykazują większy połysk. Nogi są jasne. Szpaki nagolice mają bielszy spód ciała, a naga skóra wokół oka zajmuje większy obszar.

## Zasięg występowania
Obszar występowania poszczególnych podgatunków szpaka srokatego:
- G. c. contra (Linnaeus, 1758) – od okolic Lahaur na wschodnich rubieżach Pakistanu na zachód przez północne i środkowe Indie oraz południowy Nepal po Bangladesz[7]. Zachodnia granica zasięgu leży w pobliżu południka 76°E[6]. W Indiach obszar występowania kończy się w zachodnim Asamie na wschodzie oraz w skrajnie północnej Karnatace i północnym Andhra Pradesh na południu[7], gdzie sięga okolic ujścia Kryszny na szerokości 16°N[6].
- G. c. sordida (Ripley, 1950) – wschodni Asam[7], od okolic Dibrugarh i Margherita na długości 95–96°E po wąwozy, przez które przepływ Brahmaputra na północy, dolinę Luhit na wschodzie oraz dystrykt Tirap i Patkaj na południu. Granice obszaru występowania niejasne[6].
- G. c. superciliaris (Blyth, 1863) – od północno-wschodnich Indii (Manipur) przez Mjanmę – poza południową i wschodnią częścią – po południowo-zachodnie Chiny (południowo-zachodni Junnan)[7].
- G. c. floweri (Sharpe, 1897) – od południowej i wschodniej Mjanmy oraz południowych Chin (południowo-wschodni Junnan) przez Tajlandię (oprócz jej wschodniej części) po północno-zachodni Laos i Kambodżę[7].
- G. c. jalla (Horsfield, 1821) – współcześnie Jawa i Bali[7], dawniej też prowincja Lampung na południowej Sumatrze[20].

Populacje G. c. superciliaris i G. c. floweri oddzielone są przez góry na granicy Tajlandii i Mjanmy – Góry Tenaserimskie, Dawna Taung i Karen Hills, które wydają się istotnie utrudniać przepływ genów między nimi. Znaczenie tych gór jako bariery geograficznej udokumentowano dla wielu linii rozwojowych kręgowców (między innymi bilbili). G. c. contra i G. c. superciliaris nie są tak odmienne pod względem genetycznym, jak wcześniej wymienione podgatunki. Sugeruje to, że rozdzielające ich populacje góry na pograniczu Indii i Mjanmy – Góry Arakańskie, Czin i Wzgórza Naga – nie stanowią znaczącej bariery geograficznej (podobne wnioski pochodzą z innych badań nad nizinnymi kręgowcami regionu). Na Półwyspie Malajskim szpaki srokate pojawiają się tylko na jego północnych obrzeżach. Pojedyncze osobniki, pary lub małe grupy odnotowywano w tajskiej prowincji Chumphon, na wyspie Penang, w dystrykcie Kuala Lumpur i w Singapurze, głównie od listopada do marca.
Od początku lat 90. XX wieku obserwuje się poszerzanie zasięgu występowania na zachód do Pakistanu. Pod koniec 2011 po raz kolejny przesunęła się na zachód granica znanego zasięgu; wówczas stwierdzono parę szpaków srokatych (nieokreślonej płci) w Kalar Kahar w dystrykcie Chakwal, na długości 72°42′E. Wcześniej natrafiono na nie najdalej w Narowal, Sijalkot i Lahaur (na długościach 74°52'E, 74°31'E i 74°18'E). Osobnik obserwowany w październiku 2017 we wschodnim Iraku był pierwszym dzikim szpakiem srokatym dla tego kraju; wcześniejsze uznawano za uciekinierów z niewoli, jako że widywano w regionie szpaki trzymane w klatkach. 
Szpaki srokate zostały introdukowane w Zjednoczonych Emiratach Arabskich, zachodnich Indiach (w okolice Bombaju) i Japonii. Prawdopodobnie były to ptaki podgatunku nominatywnego. W ZEA pierwszy raz odnotowano je w 1989 i niemal w tym samym czasie pojawiły się w Dubaju, Szardży i Abu Zabi. W Abu Zabi obserwowano je później tylko sporadycznie (po roku 2000 co najmniej do 2010 nie było nowych zgłoszeń). W Dubaju pierwsze lęgi odbyły się w 1991, a populacja utabilizowała się w okolicy Dubaju i Szardży, gdzie szpaki srokate gniazdują w niewielkich koloniach w co najmniej 4 miejscach w regionie. Przygodne stwierdzenia pochodzą z różnych miejsc w tej części Półwyspu Arabskiego, przykładowo jeden osobnik pojawił się w Kuwejcie w kwietniu 2008, kiedy w regionie występowały silne wiatry.

## Ekologia i zachowanie
Środowiskiem życia szpaków srokatych są otwarte tereny z porozrzucanymi drzewami i miejscowo wilgotną glebą. Często leżą w pobliżu ludzkich siedlisk. Odwiedzają nawadniane uprawy i hałdy śmieci. Występują głównie na nizinach. W Indiach odnotowywane były głównie poniżej 700 m n.p.m., we wschodniej części kraju (Manipur) – do 800 m n.p.m. W Nepalu większość stwierdzeń ma miejsce między 75 a 300 m n.p.m., najwyżej do 1370 m n.p.m.
Szpaki srokate są wszystkożerne. W skład ich diety wchodzi pokarm zwierzęcy, owoce, nektar, kwiaty i nasiona (ziarna zbóż). Zjadają między innymi owoce figowców (Ficus), czapetki (Syzygium), głożyny (Syzigium) i lantany pospolitej (Lantana camara), nektar wełniaków (Bombax) i koralodrzewu (Erythrina) oraz fragmenty kwiatów Butea i Grevillea. Wśród bezkręgowców w ich zdobyczy stwierdzane były prostoskrzydłe (Orthoptera), skorki (Dermaptera), karaczany (Blattodea), pluskwiaki (Hemiptera), muchówki (Diptera), chrząszcze (Coleoptera), błonkówki (Hymenoptera) oraz gąsienice (Lepidoptera).
Żerują głównie na ziemi, na terenach trawiastych, trawnikach i polach. Podążają też za bydłem, żeby zbierać wypłoszone przez nie owady i odwiedzają pola podczas orki. Zwykle przebywają w parach lub niewielkich grupach złożonych z najwyżej 6 osobników. Poza sezonem lęgowym mogą łączyć się w większe stada liczące do 30 osobników. Na wspólny odpoczynek zbiera się do 300 osobników.
Szpaki srokate prowadzą osiadły tryb życia. Tylko w skrajnie północno-zachodniej części zasięgu odnotowywano przemieszczanie się na skalę lokalną.

### Lęgi
Okres lęgowy w Indiach trwa od lutego do października (głównie od maja do lipca), w Azji Południowo-Wschodniej – od maja do lipca, a na Jawie – od września do października. U szpaków srokatych zdarzają się dwa lęgi w sezonie. Są monogamiczne, jednak dzięki badaniom nad zaobrączkowanymi osobnikami wiadomo, że samiec i samica nie utrzymują par w kolejnych sezonach i łączą się na okres 4–6 miesięcy. Wówczas niezależnie od płci nie próbują nawiązać kontaktów seksualnych z innymi osobnikami, zarówno tych również w parach, jak i wolnymi. W północno-zachodnich Indiach (Ludhijana) lęgi trwają 53–78 dni.

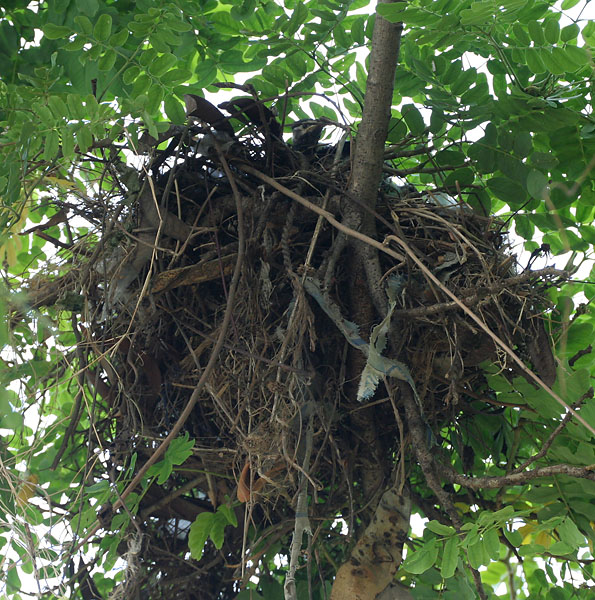
Gniazdo szpaka srokatego

Niekiedy szpaki srokate tworzą luźne kolonie, mogą gniazdować też w odległości 10–12 m od siebie, lecz zazwyczaj zajmują duży teren wokół gniazda. Budują je obydwa ptaki z pary, a zajmuje im to od 11 do 22 dni, a wcześniej wybranie odpowiedniego miejsca – od 6 do 11 dni. Ma formę dużej zamkniętej struktury o szerokości 60–80 cm i wysokości 35–50 cm. Wejście znajduje się z boku, rzadko zdarzają się też gniazda otwarte od góry. Budulec stanowią gałązki, łodygi traw, drobne korzenie, liście palm i pióra, a do tego też materiały pochodzenia antropogenicznego – kawałki plastiku i celofanu, worki foliowe, wełna, sznurki, fragmenty ubrań i drutu. Wyściełane jest drobniejszymi materiałami. Może znajdować się od 5 do 15 m nad ziemią (okazjonalnie do 2 m nad ziemią i 21 m nad ziemią), zwykle na drzewie, a w siedliskach ludzkich również na słupach telegraficznych lub elektroenergetycznych albo latarniach.
W zniesieniu znajduje się zwykle od 4 do 6 jaj, na Jawie są to 3 jaja. Skorupa jest jasnoniebieska. Wymiary średnie 100 jaj G. c. contra: 27,6 na 20,2 mm, 40 jaj G. c. superciliaris z Mjanmy: 26,8 na 19,8 mm. Składane są na przestrzeni 4–5 dni. Wysiadywanie trwa 14–16 dni. Za dnia bierze w nim udział głównie samica, w nocy już tylko ona. Młode są karmione przez obydwoje rodziców, głównie przez samicę. Przez pierwsze kilka dni ich życia rodzice połykają odchody młodych, później już są wynoszone. Starsze pisklęta załatwiają się z gniazda na zewnątrz. Opuszczają gniazdo po 21–25 dniach życia. Sukces klucia w 4-letnich badaniach wyniósł 87–92%, zaś sukces lęgowy (wyrażony odsetkiem młodych, które dożyły opierzenia) w 5-letnich badaniach – 52–58%.

## Status i zagrożenia
IUCN uznaje szpaka srokatego za gatunek najmniejszej troski (LC, Least Concern) od 2016 (stan w 2020); w poprzednim ujęciu, w którym szpak nagolicy nie był rozpatrywany jako osobny gatunek, również G. contra nie uznawano za zagrożonego. BirdLife International uznaje trend liczebności populacji za prawdopodobnie wzrostowy, jako że miejscami gatunek poszerza swój zasięg występowania o tereny przekształcone działalnością człowieka.
Szpak nagolicy od 2016 jest klasyfikowany przez IUCN jako osobny gatunek. Ma status krytycznie zagrożonego (CR, Critically Endangered), choć jest to gatunek wymarły na wolności (EW). W 2018 został usunięty z indonezyjskiej listy chronionych gatunków. Problematyczny był sam jego status, jako że nie był powszechnie uznawany za gatunek i być może to przyczyniło się do decyzji o wykreśleniu z listy. Bavejo et al. (2021) wyrazili nadzieję na poprawę sytuacji szpaków nagolicych po udowodnieniu ich statusu na podstawie przesłanek filogenetycznych.